# Luperkalia
Luperkalia – dawne rzymskie święto religijne ustanowione przez Euandrosa i obchodzone 15 lutego. Pierwotnie poświęcone Luperkusowi, pasterskiemu bogu plemion italskich chroniącemu przed wilkami.

## Legenda
Znaczącą rolę podczas Luperkaliów odgrywał kult Fauna – rzymskiego bóstwa, pół człowieka, pół kozła, z przydomkiem Lupercus (chroniący przed wilkami). Ze świętem związana była podanie o Faustulusie, pasterzu, który miał znaleźć Romulusa i Remusa w wilczym legowisku i zabrać do swojego domu, gdzie mieli zostać wychowani przez jego żonę Akkę Larentię.

## Uroczystości
Święto obchodzono w grocie Luperkal na Palatynie, gdzie według wierzeń legendarni założyciele Rzymu, bliźnięta Romulus i Remus, byli karmieni przez wilczycę. Następnie składano ofiary ze zwierząt, a kapłani zwani luperkami (łac. lupercii, od lupus – wilk), okryci jedynie przepaskami ze skóry ściągniętej z zabitego ofiarnego kozła, obiegali wzgórze Palatynu i uderzali przechodniów rzemieniami (februa) z koźlej skóry. Szczególnie chętnie uderzeniom poddawały się bezdzietne kobiety, co miało gwarantować płodność, a innym napotkanym – oczyszczenie od zmazy i skazy minionego roku. Praktyki luperków wprowadzać miały do organizmu ludzkiego nowy pierwiastek wzmacniający siły życiowe i twórcze. Obrzęd miał charakter oczyszczający, a kobiety miał chronić przed bezpłodnością.
Przywróceniu tego pogańskiego święta pod koniec V wieku sprzeciwił się papież Feliks III.
Luperkalia stanowią prawdopodobnie pierwowzór dzisiejszych Walentynek.